# Ә̀
Ne doit pas être confondu avec la lettre latine schwa accent grave ‹ Ə̀ ə̀ ›.
Cette page contient des caractères spéciaux ou non latins. S’ils s’affichent mal (▯, ?, etc.), consultez la page d’aide Unicode.
Ә̀ (minuscule : ә̀), appelé schwa accent grave, est une lettre additionnelle de l’alphabet cyrillique utilisée en doungane par certains auteurs. Elle est composée du schwa ‹ Ә › diacrité d’un accent grave.

## Utilisations
En doungane, certains auteurs utilisent les accents sur les voyelles pour indiquer les tons, dont le schwa accent grave cyrillique ‹ ә̀ ›,.

## Représentation informatique
Le schwa accent grave peut être représenté avec les caractères Unicode suivants (cyrillique, diacritiques) :
| formes    | représentations | chaînes de caractères | points de code | descriptions                                               |
| --------- | --------------- | --------------------- | -------------- | ---------------------------------------------------------- |
| capitale  | Ә̀               | Ә◌̀                    | U+04D8 U+0300  | lettre majuscule cyrillique schwa diacritique accent grave |
| minuscule | ә̀               | ә◌̀                    | U+04D9 U+0300  | lettre minuscule cyrillique schwa diacritique accent grave |